# Chi Lim xanh
Chi Lim xanh (danh pháp khoa học: Erythrophleum) là một chi thực vật thuộc phân họ Vang (Caesalpinioideae), họ Đậu (Fabaceae).

## Các loài
Các loài thuộc chi thực vật này bao gồm:
- Erythrophleum africanum (Benth.) Harms, 1913
- Erythrophleum chlorostachys (F.Muell.) Baill., 1870
- Erythrophleum couminga Baill., 1871
- Erythrophleum fordii Oliv., 1883: Lim xanh
- Erythrophleum ivorense A.Chev., 1909
- Erythrophleum lasianthum Corbishley, 1922
- Erythrophleum letestui A.Chev., 1917
- Erythrophleum suaveolens (Guill. & Perr.) Brenan, 1960
- Erythrophleum succirubrum Gagnep., 1911
- Erythrophleum teysmannii (Kurz) Craib, 1928

## Hình ảnh

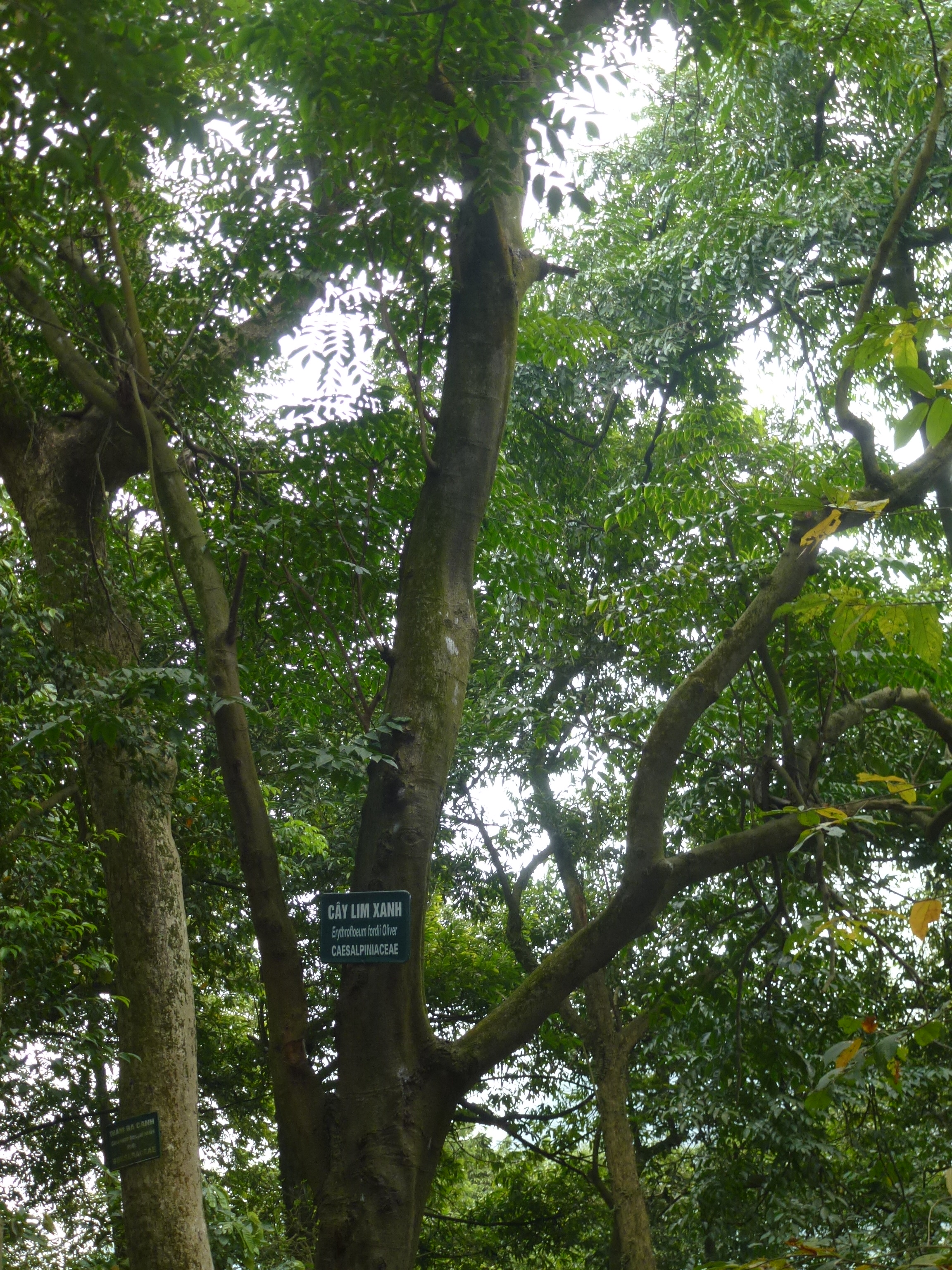